# Skała nad Źródłem (Dolina Kluczwody)

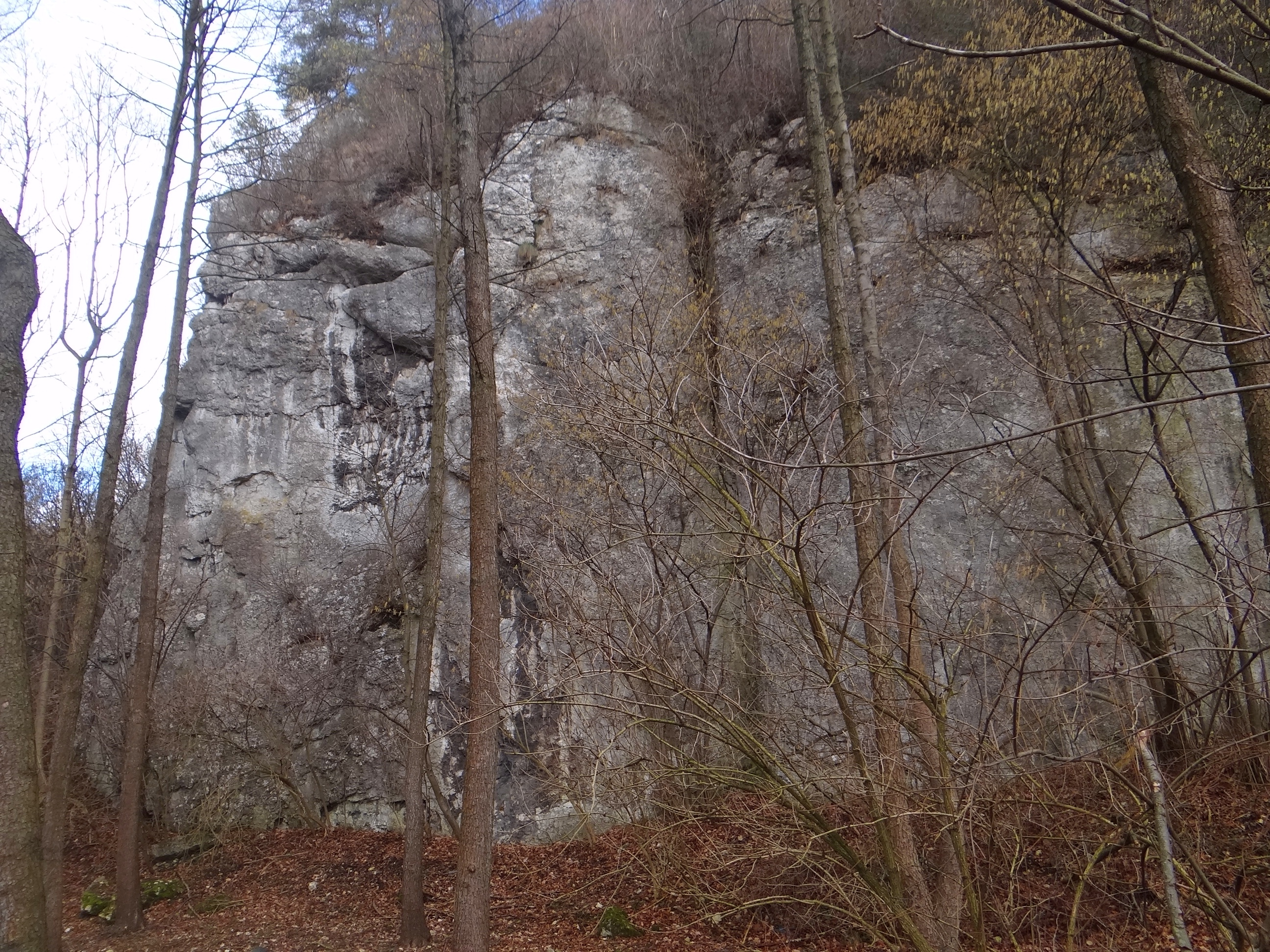

Skała nad Źródłem – skała w Dolinie Kluczwody na Wyżynie Olkuskiej, w miejscowości Wielka Wieś, w województwie małopolskim, w powiecie krakowskim, w gminie Wielka Wieś. Znajduje się u wylotu tej doliny, nad lewym brzegiem potoku Wierzchówka. Ma postać pionowego muru skalnego. Tuż obok niej jest ogrodzone siatką ujęcie wody.
Tuż obok, po północnej stronie Skały nad Źródłem i wyżej (pod szczytem wzniesienia) znajduje się Gackowa Baszta i Garbata Skała. Wszystkie te skały zbudowane są z wapieni pochodzących z jury późnej. Znajdują się na bardzo stromym i porośniętym lasem zboczu potoku Wierzchówka.